# Juillet 2018
Juillet 2018 est le 7e mois de l'année 2018.

## Évènements
- 1er juillet :
  - élections fédérales au Mexique, Andrés Manuel López Obrador est élu président et devient ainsi le premier président de gauche de l'Histoire récente du Mexique ;
  - en France, Simone Veil et son mari Antoine entrent au Panthéon.
- 5 juillet : Record de chaleur à Ouargla en Algérie, avec 51,3 °C, il s'agit de la température la plus chaude jamais enregistré dans le pays[1]. Le précédent record était détenu par la ville d'In Salah, avec 50,6 °C.
- À partir du 5 juillet : des inondations au Japon causent au moins 141 morts, 60 disparus et 2 millions d'évacués.
- 6 juillet : au Japon, Shōkō Asahara et six autres membres de la secte Aum Shinrikyō responsable de l'attentat au gaz sarin dans le métro de Tōkyō sont pendus.
- 8 juillet : le déraillement d'un train fait 24 morts en Turquie.
- 8 au 10 juillet : opérations de secours de la grotte de Tham Luang dans les montagnes karstiques au nord de la Thaïlande.
- 9 juillet : le président érythréen Isaias Afwerki et le premier ministre éthiopien Abiy Ahmed déclarent la fin de l'état de guerre entre leurs deux pays et la normalisation de leurs relations.
- 11 et 12 juillet : sommet de l'OTAN Bruxelles 2018.
- 13 juillet :
  - éclipse solaire.
  - un attentat-suicide à Mastung (Province du Baloutchistan, Pakistan) contre un meeting politique de Mir Siraj Raisani (candidat Baluchistan Awami Party à un siège de député provincial) tue 128 personnes dont le candidat[2] ; le même jour, à Bannu, un autre attentat à la moto-piégée tue 4 personnes et en blesse 40 autres en essayant d'assassiner le candidat MMA Akram Khan Durrani mais ce-dernier survit[2].
- 14 juillet : démission de Jack Guy Lafontant, Premier ministre d'Haïti.
- 14 et 15 juillet : Angelique Kerber et Novak Djokovic remportent le tournoi de tennis de Wimbledon respectivement en simple femmes et hommes.
- 15 juillet : la France remporte la coupe du monde de football en Russie, face à la Croatie.
- 16 juillet : sommet entre la Russie et les États-Unis à Helsinki (Finlande).
- 17 juillet :
  - signature de l'accord de libre-échange entre le Japon et l'Union européenne ;
  - la découverte de 10 nouveaux satellites naturels de Jupiter, ainsi que la confirmation d'un autre découvert en 2003, est annoncée, portant le total des compagnons connus de la planète à 79.
- 18 juillet : 
  - en France, début de l'affaire Benalla, plus important scandale du début de la présidence d'Emmanuel Macron.
  - centenaire de la naissance de Nelson Mandela[3]
- 21 et 22 juillet : les équipes féminine et masculine de Nouvelle-Zélande remportent la Coupe du monde de rugby à sept.
- 23 juillet : rupture du barrage d'Attapeu au Laos.
- À partir du 23 juillet : de violents incendies ravagent la ville grecque de Máti, provoquant 81 morts et de nombreux blessés.
- 25 juillet :
  - élections législatives au Pakistan remportées par Imran Khan et son Mouvement du Pakistan pour la justice ;
  - la sonde spatiale Mars Express détecte un lac souterrain d'eau liquide de 20 km de large sous la surface de Mars[4] ;
  - des attaques de l'État islamique à Soueïda, en Syrie, font environ 300 morts.
- 26 juillet : exécution par pendaison des six derniers membres de la secte Aum Shinrikyō liés à l'attentat au gaz sarin dans le métro de Tokyo.
- 27 juillet : éclipse lunaire totale.
- 28 juillet au 4 aout : le 103e congrès mondial d'espéranto se tient à Lisbonne. Il a pour thème « Cultures, langues, mondialisation : où allons-nous ? ».
- 29 juillet :
  - élections législatives au Cambodge remportées par le Parti du peuple cambodgien du Premier ministre Hun Sen ;
  - élection présidentielle au Mali (1er tour) ;
  - le Britannique Geraint Thomas remporte le Tour de France 2018.
  - Début des manifestations pour la sécurité routière au Bangladesh
  - Un attentat fait 4 morts et 2 blessés au Tadjikistan
- 30 juillet :
  - élection présidentielle, élections législatives et sénatoriales au Zimbabwe,  Emmerson Mnangagwa est réélu président ;
  - référendum constitutionnel aux Comores, approuvé à 92 %.
- 31 juillet :
  - un bus transportant des passagers saute sur une mine, faisant 11 morts et 31 blessés dans l'ouest de l'Afghanistan[5] ;
  - crash du Vol AM-2431 Aeroméxico dans l'État de Durango au Mexique, causant 85 blessés mais aucun mort grâce au sang-froid des pilotes et de deux hôtesses de l'air[6],[7].